# Gut Hasselholz

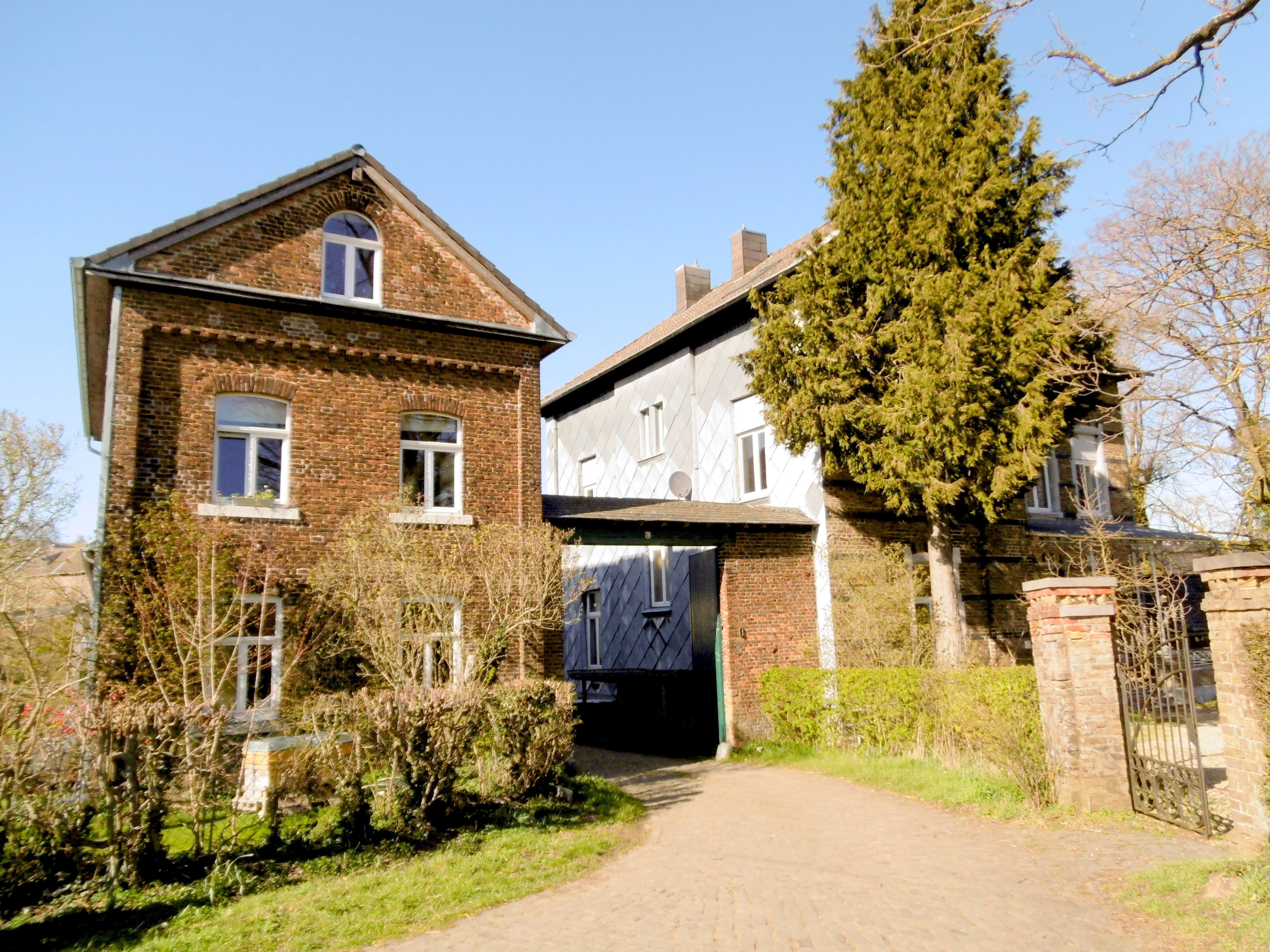
Gut Hasselholz - Altenhof

Gut Hasselholz ist ein denkmalgeschützter Gutshof in Aachen. In den Bezeichnungen Hasselbach und Hasselholz wird das Wort Hassel als frühe Bezeichnung für Fohlen gedeutet.

## Lage
Gut Hasselholz liegt am Stadtrand von Aachen im Stadtteil Hanbruch unweit der deutsch-belgischen Grenze. Der Hof liegt in dem in den 1960er Jahren eingerichteten Landschaftsschutzgebiet Aachen im Bereich des Johannisbachtals, das den dicht bebauten Aachener Talkessel zusammen mit dem Kannegießerbachtal vor allem nachts mit Frischluft aus dem Aachener Wald versorgt.

## Gebäude und Nutzung
Die ältesten  Wirtschaftsgebäude stammen aus der Zeit um 1830, das separate Pächterhaus stammt aus dem Jahr 1860. Das sogenannte Herrenhaus ist der ehemalige Sommerwohnsitz eines Aachener Tuchfabrikanten und wurde als jüngster Bestandteil der geschlossenen Vierkant-Hofanlage 1871 erbaut.
Gegenwärtig wird der Hof von der Familie Veith bewirtschaftet, die seit den 1970er Jahren dort einen konventionellen Milchviehbetrieb betreibt. In den 1990er Jahren wurde der Betrieb umstrukturiert und wird jetzt nach Bioland-Richtlinien bewirtschaftet.

## Geschichte

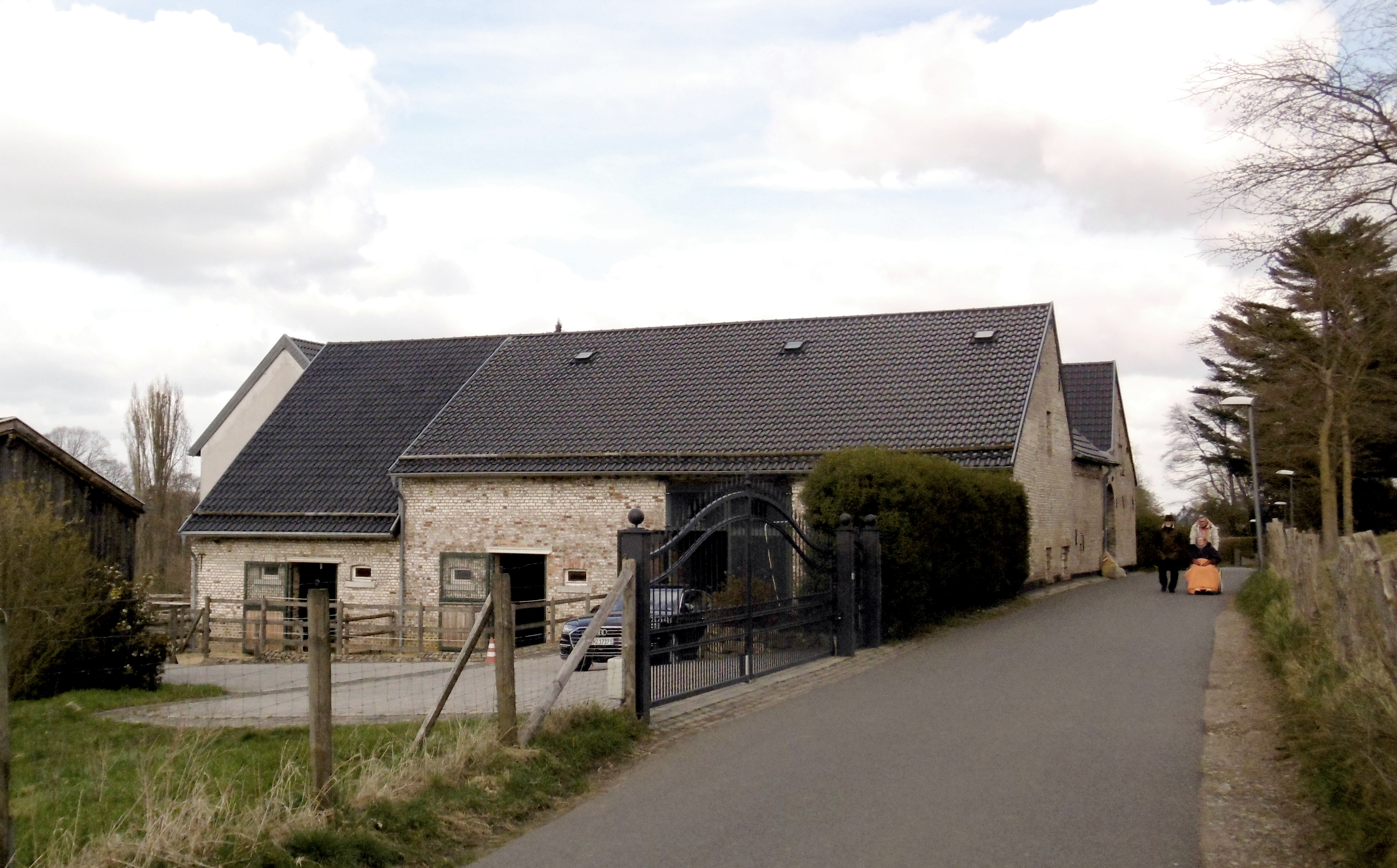
Berghof

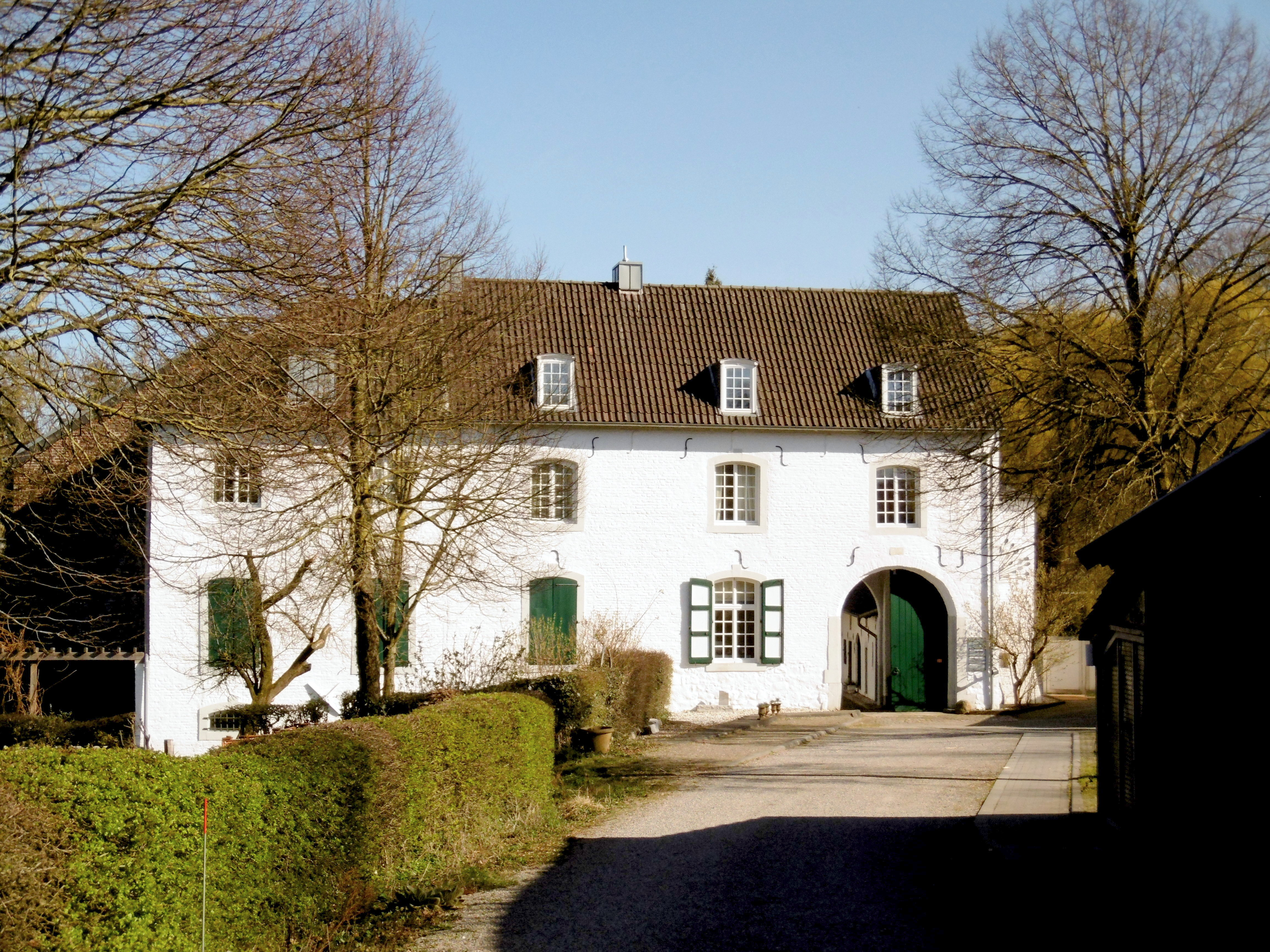
Blockhaus

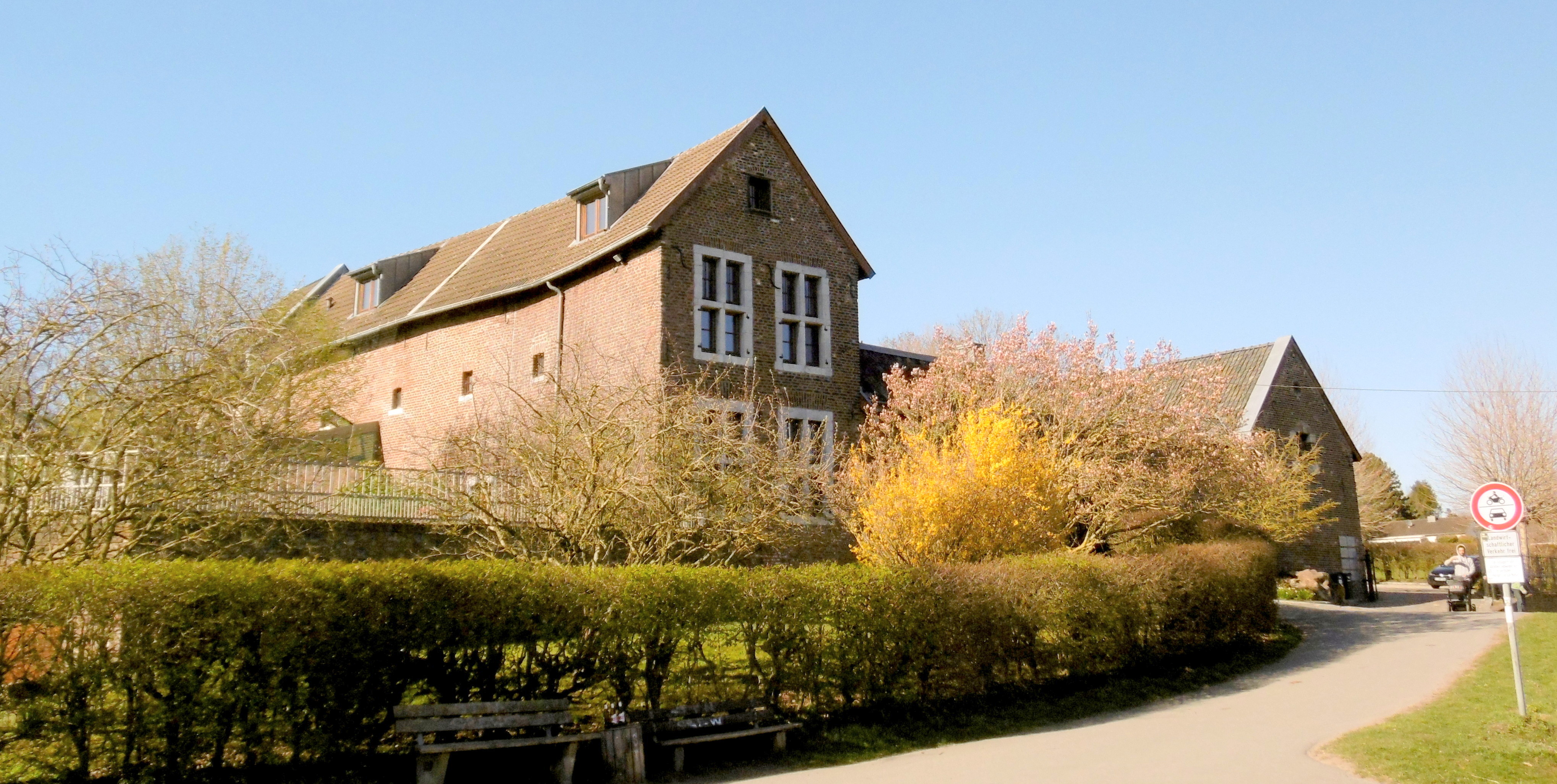
Neuenhof

Im 15. Jahrhundert wird das Gut Hasselholz erstmals urkundlich erwähnt als Bestandteil eines aus mehreren Höfen bestehenden Weilers, der vorerst aus den Einzelgütern Altenhof, Blockhaus und Berghof bestand. Im Jahr 1618 ließ Emanuel Amya ebenfalls dort den Neuenhof errichten, wodurch Gut Hasselholz für viele Jahre zum Sitz der Familie Amya wurde.
Im Ersten Weltkrieg internierte man französische Kriegsgefangene auf dem Hof. Im September des Jahres 1944, während des Zweiten Weltkrieges, war der Weiler Hasselholz zwei Wochen lang Teil der deutschen Verteidigungsfront gegen die vorrückenden amerikanischen Truppen. Aus dieser Zeit finden sich noch immer Schützenstellungen im vorgelagerten sogenannten Dachswald, von wo aus der Hof unter starken Beschuss geriet. Die Wirtschaftsgebäude wurden dabei zum Teil schwer beschädigt und es finden sich noch heute deutliche Einschusslöcher in der Fassade des „Herrenhauses“. Nach dem Krieg war der Weiler Hasselholz aufgrund der Nähe zum Dreiländereck beliebter Schauplatz der Schmugglerzüge und auch Ausguck des Zolls.